# ヒスタミン受容体
ヒスタミン受容体（ヒスタミンじゅようたい、英語: Histamine Receptor）とは生理活性物質であるヒスタミンの受け皿として働くタンパク質である。ヒスタミンは肥満細胞などで産生される物質であり、組織が抗原にさらされた時や炎症が生じた場合に細胞外に放出されて機能する。
1937年に合成のアミン誘導体がヒスタミンの作用に対して拮抗的に働くことが示されたのをはじめとして多くの抗ヒスタミン薬が作られたが、その後これらは胃酸の分泌を抑制しないことが分かり、ヒスタミン受容体には別のサブタイプ（Non-H1）が存在すると考えられるようになった。1972年にはNon-H1受容体（いわゆるH2受容体）の機能を阻害することにより胃酸の分泌を抑制する薬物が開発された。2010年現在ではヒスタミン受容体には少なくともH1～H4の4種類が存在することが知られている。これまでに発見されているヒスタミン受容体はすべてGタンパク質共役受容体（GPCR）である。

## シグナル伝達

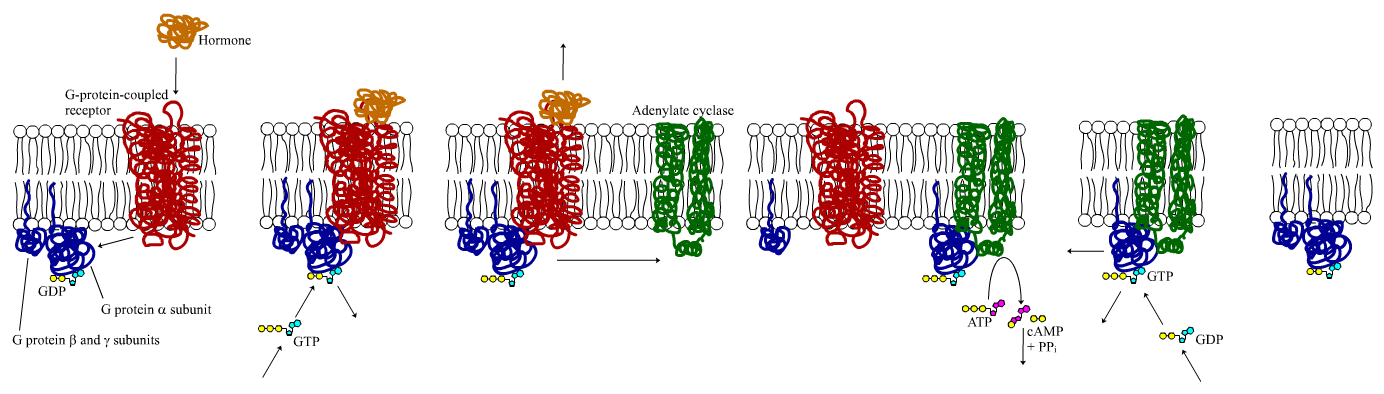
G-タンパク質共役受容体とGTP-GDP交換反応。(橙)ヒスタミン、(赤)ヒスタミン受容体、（青）Gタンパク質、(緑)エフェクター

ヒスタミン受容体は細胞膜を7回貫通する構造をとっており、その細胞膜貫通ドメインに生理活性アミンであるヒスタミンが結合する。すると、細胞内にカップリングしているGTP結合タンパク質（いわゆるGタンパク質）の活性化が行われる。Gタンパク質はGDPが結合しているGαをはじめ、Gβ、Gγの計3つのサブユニットから構成されているが、これらの3量体（Gαβγ）は不活性型であり、通常はこの不活性型が受容体に結合している。Gタンパク質が活性化されるとGαに結合していたGDPがGTPに置き換えられ（GTP-GDP交換反応）、受容体タンパク質からGタンパク質が解離する。その際にGαβγはGαとGβγに分離してそれぞれ効果器（エフェクター、図中ではAdenylate Cyclase）と呼ばれるタンパク質に対してシグナルを伝えていく。

## サブタイプ
| 受容体 | 機序       | 機能 | 受容体拮抗薬                                                                                 | ヒスタミンとの親和性(ヒト) |
| ------ | ---------- | --- | -------------------------------------------------------------------------------------------- | -------------------------- |
| H1     | Gq/11,PLC↑ | - 回腸の収縮 - 概日リズムの調節 - 血管拡張作用 - 気管支収縮 - 中枢神経系における神経伝達 - Th1反応の増強 | - ジフェンヒドラミン - クロルフェニラミン - フェキソフェナジン - プロメタジン - ケトチフェン | pKi=4.2                    |
| H2     | Gs Ca2+↑   | - 心機能調節 - 陽性変力作用 - 陽性変時作用 - 陰性変周期作用 - 胃酸分泌亢進 - 平滑筋弛緩                  | - ラニチジン - シメチジン - ファモチジン - ニザチジン - ラフチジン                           | pKi=4.3                    |
| H3     | Gi         | - 中枢での神経伝達 - シナプス前性の自己受容体                                                            | - ABT-239 - シプロキシファン - クロベンプロピット - チオペラミド - ピトリサント              | pKi=8.0                    |
| H4     | Gi         | - マスト細胞等の免疫細胞の遊走                                                                           | - チオペラミド - JNJ 7777120                                                                 | pKi=7.8                    |

### H1受容体

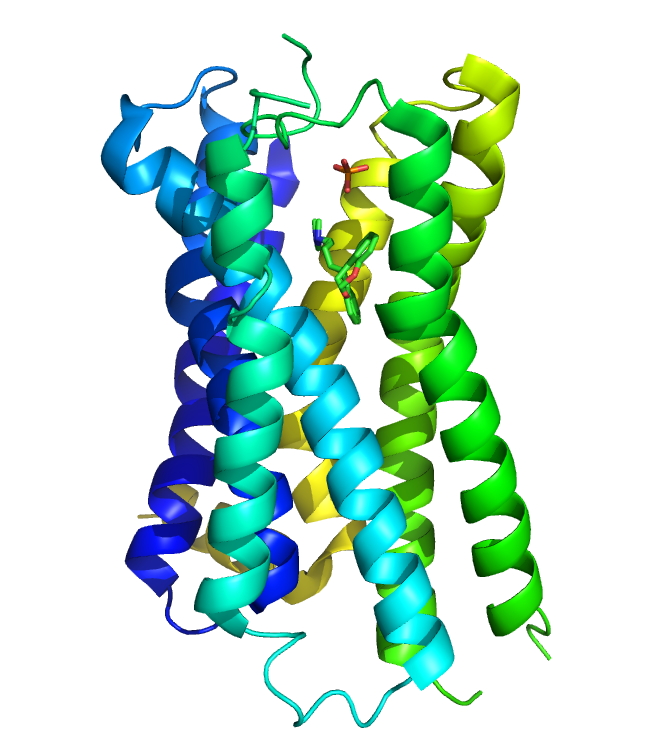
阻害薬ドキセピンと結合したH_{1}受容体の構造（PDB 3RZE）

H1受容体は、Gq/11タンパク質とカップリングしており、ホスホリパーゼC(PLC)の活性化を行う。それにより生成されたジアシルグリセロールとイノシトールトリスリン酸がそれぞれプロテインキナーゼCや小胞体からのカルシウムイオンの動員を引き起こす。これらは標的となる細胞内タンパク質をリン酸化させることで活性化する。
H1受容体は、アレルギーに深く関与することが広く知られており、血管拡張や血管透過性亢進、気管支収縮などを引き起こす。H1受容体の拮抗薬は抗アレルギー薬として用いられているが、中枢神経系に移行する性質を持つために脳機能を調節するヒスタミン神経の働きを抑え、鎮静作用を示す薬物も多い。

### H2受容体
H2受容体も他のヒスタミン受容体と同様に7回膜貫通型の受容体である。第3膜貫通ドメインに存在するAsp98のカルボキシル基がヒスタミンのエチルアミン基を水素結合により、第5膜貫通ドメインのAsp186とThr190がヒスタミンのイミダゾール環窒素に結合する水素を同様に水素結合で捕捉する。H2受容体はGsタンパク質を介してアデニル酸シクラーゼと共役しており、サイクリックAMP産生量の上昇やプロテインキナーゼAの活性化を引き起こす。
H2受容体へリガンドが結合することで胃酸の分泌が制御されており、胃壁細胞のプロトンポンプ(H+/K+ATPase)αサブユニットの発現が亢進するという報告もある。胃酸の分泌はヒスタミンの他にもアセチルコリンやガストリンにより制御されているが、H2受容体の拮抗薬はこれらすべての胃酸分泌機構を阻害し、消化性潰瘍の治療薬として臨床応用されている。他にも、H2受容体は気道や血管の平滑筋弛緩、サプレッサーT細胞の誘導による免疫細胞増殖抑制、好塩基球の遊走抑制などの作用を示すことが報告されている。

### H3受容体
H3受容体は1983年にシナプス前性の自己受容体として発見され、ヒスタミンの遊離・合成を制御している。中枢神経系においては大脳皮質や海馬、扁桃核、淡蒼球などに分布しており、末梢神経系でも消化管や気道、心血管系などに発現している。動物種によりH3受容体のヒスタミンに対する親和性には差があるが、ヒトとラットの間では3番目の膜貫通ドメインに存在する2つのアミノ酸が異なっていることが原因の一つあると考えられる(ラット:Ala119,Val122,ヒト:Thr119,Ala122)。
H3受容体はヒスタミン作動性神経にのみ発現しているわけではなくヘテロ受容体としても機能し、H3受容体の活性化によりドパミンやアセチルコリン、GABAなど神経伝達物質の放出が制御されている。

### H4受容体
H4受容体はマスト細胞や好酸球の動員を引き起こす。同様にH4受容体を介した細胞遊走は好中球や樹状細胞でも報告されている。2004年にはケモカインの一種であるCCL16がH4受容体のリガンドであることが明らかにされた。